# Centropogon pulcher
Centropogon pulcher är en klockväxtart som beskrevs av Alexander Zahlbruckner. Centropogon pulcher ingår i släktet Centropogon och familjen klockväxter. Inga underarter finns listade i Catalogue of Life.